# Метилтимоловый синий
Метилтимо́ловый си́ний — органическое соединение, трифенилметановый краситель с химической формулой C37H44N2O13S. Чёрные или фиолетовые кристаллы, растворимые в воде. Применяется в аналитической химии как металло- и кислотно-основный индикатор, а также как реагент для определения третичных аминов, ионов металлов и других соединений.

## Свойства
Имеет вид кристаллов тёмно-фиолетового или чёрного цвета, растворим в воде, нерастворим в спирте и ацетоне. Водные растворы плохо сохраняются.

## Получение
Получают путём аминометилирования тимолового синего. Для этого краситель обрабатывают формальдегидом и иминодиуксусной кислотой в среде уксусной кислоты.

## Применение
Используется как кислотно-основный индикатор с переходом от жёлтой к синей окраске в диапазоне pH 6,5—8,5, вторым переходом от синего к серому в диапазоне pH 10,5—11,5 и третьим переходом от серого к синему в диапазоне pH 11,5—12,7.
Как металлоиндикатор используется с целью комплексонометрического определения ионов висмута, тория, циркония, галлия, скандия и других ионов. Определение проводится при pH 0—6,5, при этом окраска меняется из синей в жёлтую. Второй диапазон определения лежит в значениях pH 10—12,5, применяется для определения кальция, магния, бария, меди, стронция и иных; в этой области изменение цвета происходит от синего к серому.
Также применяется в роли индикатора для косвенного определения третичных аминов и некоторых родственных соединений, как реагент спектрофотометрического определения ионов галлия, лантана, фторидов и других соединений; как реагент для непрерывного колориметрического определения трёхвалентного галлия.